# Rue Henri-Barbusse (Clichy)
Pour les articles homonymes, voir Rue Henri-Barbusse.
La rue Henri-Barbusse est une voie publique de la commune de Clichy, dans le département français des Hauts-de-Seine.

## Situation et accès

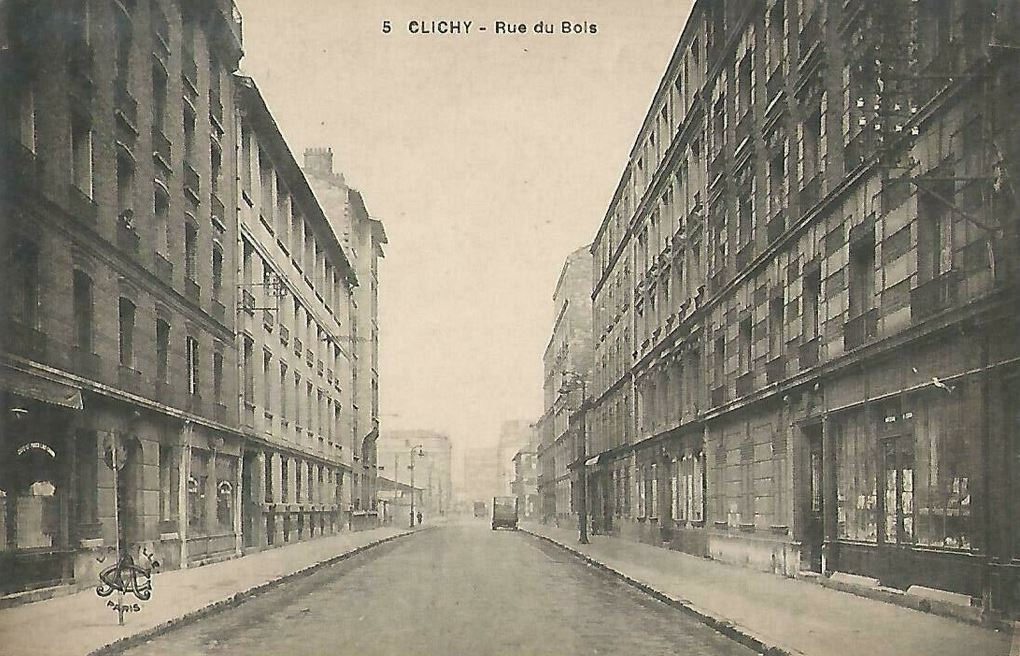
Rue Henri-Barbusse, anciennement rue du Bois, vers 1900.

Cette rue suit le tracé de la route départementale 17. Elle passe sous la ligne de Paris-Saint-Lazare à Saint-Germain-en-Laye.
Elle marque l'extrémité nord de la rue Chance-Milly et de l'avenue Anatole-France, puis croise notamment la rue de Paris, le boulevard Jean-Jaurès (anciennement boulevard National) et la rue Martre.

## Origine du nom
Elle est nommée en l'honneur de l'écrivain Henri Barbusse (1873-1935).

## Historique

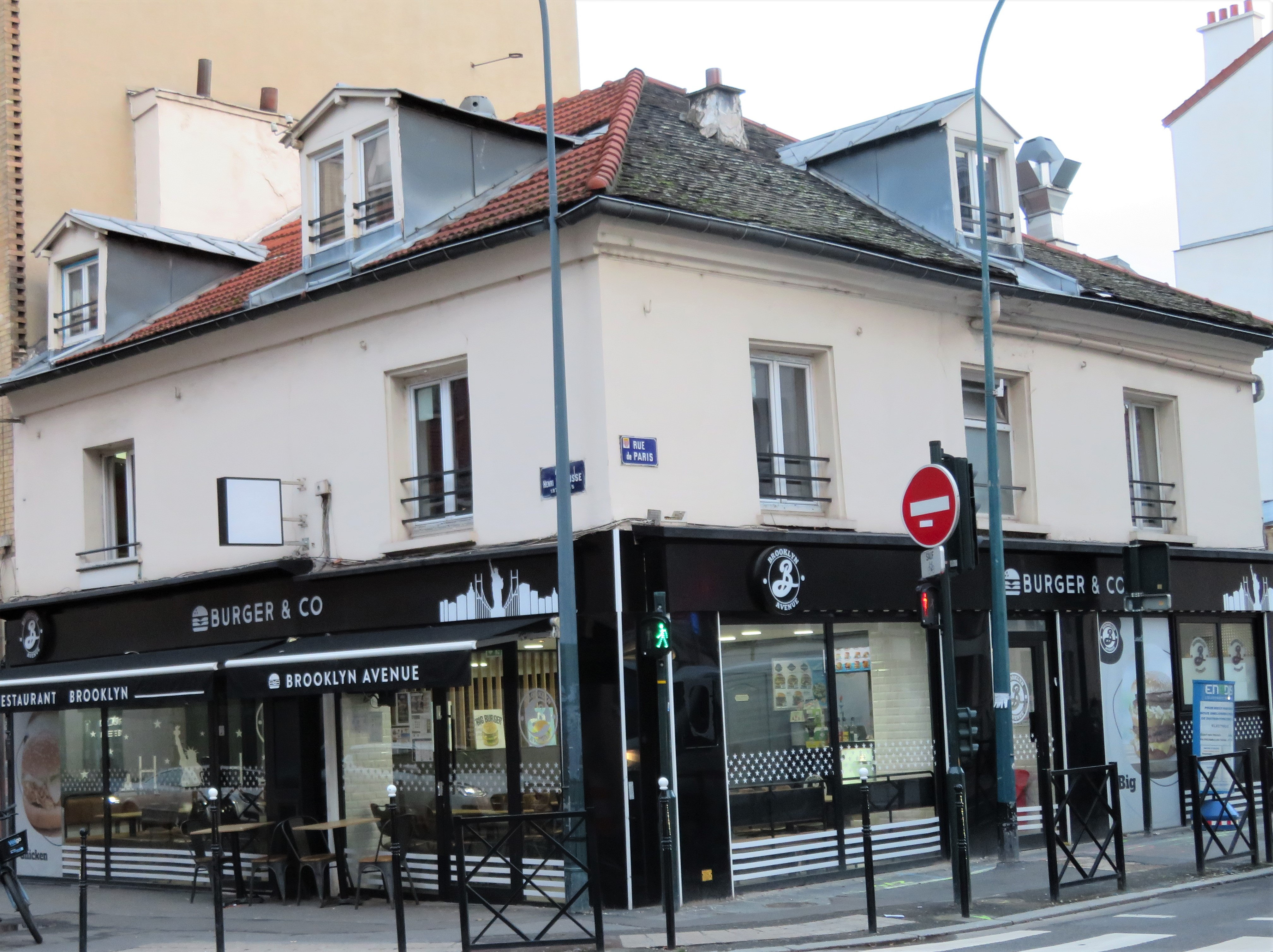
À l'angle de la rue de Paris.

Gabriel Péri y a trouvé refuge de juillet à octobre 1940, lorsqu'il logeait chez Marthe Jean (1910-2003), au no 79,,.
En 2023, la rue fait l’objet d’une grande opération de rénovation.

## Bâtiments remarquables et lieux de mémoire
- Gare de Clichy - Levallois.

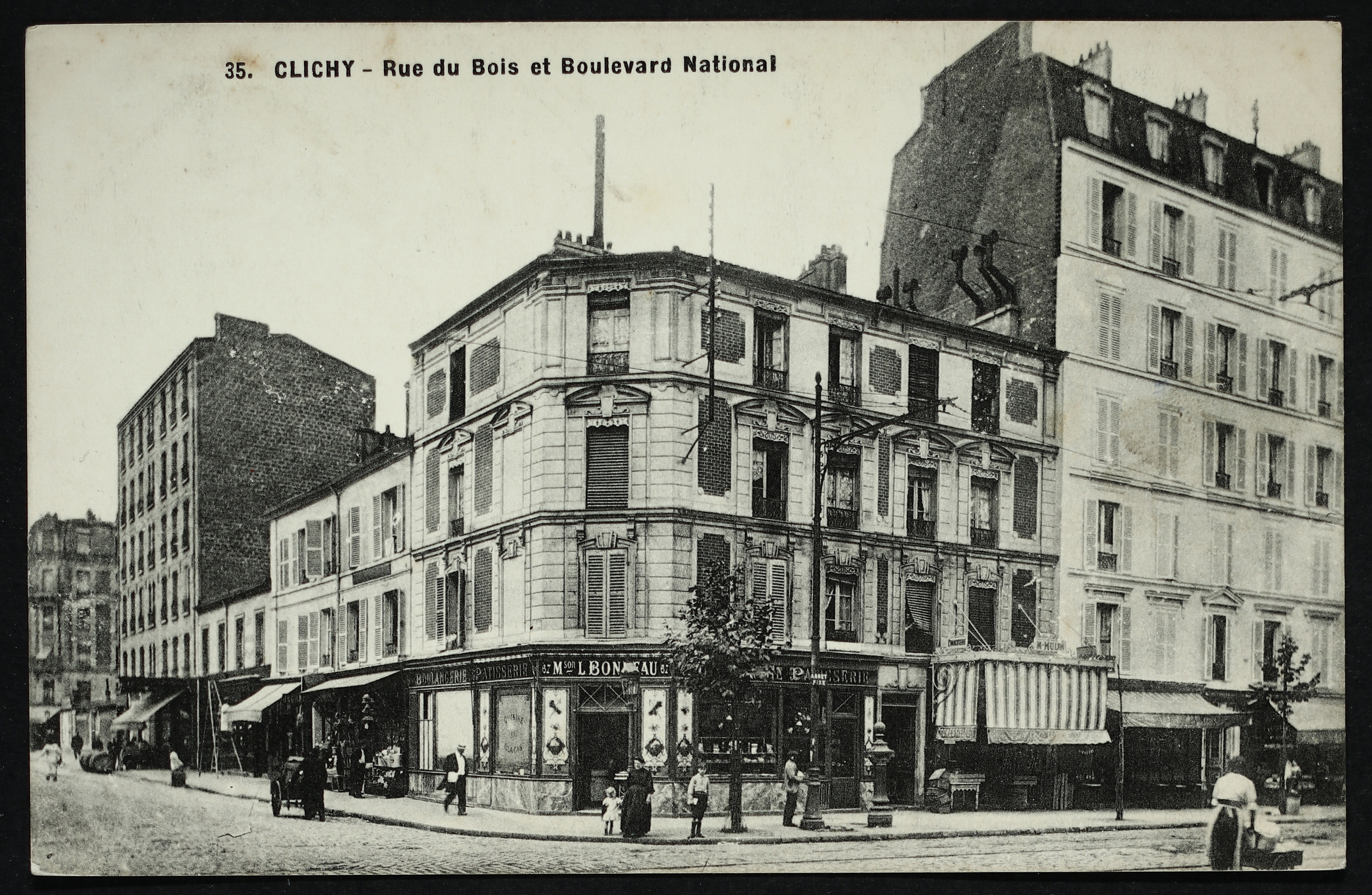
Rue du Bois et boulevard National.

- Théâtre Rutebeuf, ancienne salle municipale bâtie en 1909[5].
- Hôpital Goüin.
- Cimetière sud de Clichy.
- Crèche municipale, construite au tournant du XXe siècle.